# Кристијан Шварц Шилинг
Кристијан Шварц Шилинг (Инзбрук, 19. новембар 1930) је немачки политичар. До 2. јула 2007. вршио је функцију Високог представника за Босну и Херцеговину када га је наследио словачки дипломата Мирослав Лајчак.

## Каријера
Гимназију Ернст Мориц Арнт у Берлину завршио је 1950. године. Наставио је са студијама историје и језика и културе источне Азије на минхенском универзитету Лудвиг Максимилијан. 1956. године одбранио је докторску дисертацију из кинеске историје под називом „Рад слободе Шана Јана 1005. године после Христа и његови утицаји на односе Кинеског царства и Царста Лиао од Китана“.
1957. године постаје руководилац фабрике батерија Зонешајн у Будингену (држава Хесен) све до 1982.
Током овог периода почиње његово занимање за регионалну политику, када се учланио у Хришћанско-демократску унију (1960). 1964. године придружио се регионалном одбору ХДУ-а у Хесену. 1966. Шварц је изабран за посланика у регионалном парламенту Хесена, а годину дана доцније долази на место генералног секретара ХДУ-а у Хесену. Од 1971. Шварц се укључује у рад управног одбора државне телевизије „Це-Де-Еф“ (ZDF), ког је напустио 1982. Између 1975. и 1983. био је председник Координационог савета за медијску политику своје партије.

## Политичка каријера
1976. Шварц Шилинг бива изабран за посланика у Бундестагу. На том месту остаје до 2002. године. За то време био је и вицепредседник Мале пословне уније ХДУ/ЦСУ између 1977. и 1997. Године 1979. постаје председник Извршног бироа Европске уније за мала предузећа, ког је напустио 1982. године. Између 1981. и 1982. године био је председник Истраживачког комитета за нове информације и технологију комуникација Бундестага.
1976. постаје министар за пошту и комуникације у кабинету Хелмута Кола. Ту функцију вршио је у наредна три Колова кабинета. За време његовог министровања, у Немачкој је први пут представљена кабловска телевизија што је омогућило отварање комерцијалних телевизијских станица.
1992. Шварц Шилинг напушта место министра у знак протеста што је Немачка пасивно посматрала зверства на просторима бивше Југославије, одбијајући Колово објашњење да устав послератне Немачке не дозвољава војно уплитање. Тада је рекао канцелару „да се стиди“ што припада таквој влади, и да је у политику ушао управо да би спречио да се нацистичка зверства „никада не понове“.
И док је простор Југославије срљао у хаос, Шварц је засукао рукаве и покушао да посредује између зараћених страна - улога које је касније формализована Вашингтонским споразумом из 1994, а коју је држао све до 2004, када је укинута.
1995. постаје главни поткомитета за људска права и хуманитарну помоћ. 1998. године поткомитет постаје комитет, а Шварц његов потпредседник све до 2002.

## Међународна политичка каријера
Дана 14. децембра 2005. на месту Високог представника Уједињених нација и специјалног представника ЕУ за Босну и Херцеговину заменио је Педија Ешдауна. Након оптужби политичара (нпр. Харис Силајџић) и медија (нпр. Дневни Аваз) унутар Босне и Херцеговине, као и западних дипломатских кругова (у првој линији дипломата САД и Уједињеног Краљевства), да је босанскохерцеговачку политику „препустио тамошњим политичарима“, да дјелује превише „неодлучно“ и да је „стар", дао је оставку и на то мјесто долази словачки дипломата Мирослав Лајчак.

## Остали лични подаци
- Кристијан Шварц Шилинг је врло одан католик.
- Ожењен је и има двоје деце.
- 1992. добио је високо државно признање СР Немачке.
- 1995. постао је почасни доктор пословне администрације Брајант колеџа америчког града Смитфилда.